# Titularbistum Utica
Utica ist ein Titularbistum der  römisch-katholischen Kirche.
Der Bischofssitz lag in der ehemaligen  phönizischen Stadt  Utica, im heutigen Tunesien. 
| Titularbischöfe von Utica |                                       | |                   |                       |
| Nr.                       | Name                                  | Amt | von               | bis                   |
| 1                         | Pedro del Campo                       | Weihbischof in Toledo (Spanien)                                                                                                  | 4. Juli 1516      | 1551                  |
| 2                         | Domingo Romeo                         | Weihbischof in Girona (Spanien)                                                                                                  | 1544              | 5. Januar 1563        |
| 3                         | Antonio García de Valtorres OCist     | Weihbischof in Saragossa (Spanien)                                                                                               | 22. März 1564     | 1590                  |
| 4                         | Malaquías Asso OCist                  | Weihbischof in Saragossa (Spanien)                                                                                               | 1591              | 23. Mai 1594          |
| 5                         | Francisco Ugarte OCist                | Weihbischof in Saragossa (Spanien)                                                                                               | 23. Oktober 1606  | 1617                  |
| 6                         | García Gil Manrique                   | Weihbischof in Cuenca (Spanien)                                                                                                  | 5. März 1618      | 30. August 1627       |
| 7                         | Alonso Godina                         | Weihbischof in Sevilla (Spanien)                                                                                                 | 20. August 1629   | 28. Februar 1630      |
| 8                         | Martinus Bonaccina                    | | 9. Juni 1631      |                       |
| 9                         | Johann Daniel von Gudenus             | Weihbischof in Mainz (Deutschland)                                                                                               | 29. April 1680    | 11. Februar 1694      |
| 10                        | Stanisław Józef Hozjusz               | Weihbischof in Przemyśl (Polen)                                                                                                  | 1719              | 1722                  |
| 11                        | Juan Manuel Rodríguez Castañón        | Weihbischof in Saragossa (Spanien)                                                                                               | 4. Mai 1739       | 20. März 1752         |
| 12                        | Jean-Baptiste-Frézal Charbonnier MAfr | Apostolischer Vikar von Tanganika (Tansania)                                                                                     | 14. Januar 1887   | 16. März 1888         |
| 13                        | Léonce Bridoux MAfr                   | Apostolischer Vikar von Tanganika (Tansania)                                                                                     | 15. Juni 1888     | 21. Oktober 1890      |
| 14                        | Adolphe Lechaptois MAfr               | Apostolischer Vikar von Tanganika (Tansania)                                                                                     | 19. Juni 1891     | 30. 30. November 1917 |
| 15                        | Emile-Fernand Sauvant MAfr            | Apostolischer Vikar von Bamako (Mali)                                                                                            | 8. Juli 1921      | 19. Dezember 1939     |
| 16                        | Giuseppe Stella                       | Apostolischer Administrator von Luni o La Spezia, Sarzana e Brugnato (Königreich Italien)                                        | 13. November 1943 | 7. September 1945     |
| 17                        | Paul-Marie-Maurice Perrin             | Weihbischof in Karthago | 7. Juni 1947      | 29. Oktober 1953      |
| 18                        | Giuseppe Garneri                      | Weihbischof in Susa (Italien) | 25. März 1954     | 2. Juli 1954          |
| 19                        | Oronzo Caldarola                      | emeritierter Bischof von Teggiano-Policastro (Italien)                                                                           | 27. November 1954 | 6. Februar 1963       |
| 20                        | Guido Maria Casullo                   | 11. Februar 1963–20. Dezember 1965 Weihbischof in Pinheiro, 20. Dezember 1965–26. Mai 1978 Prälat von Cândido Mendes (Brasilien) | 11. Februar 1963  | 26. Mai 1978          |
| 21                        | Jean Yves Marie Sahuquet              | Weihbischof in Bayonne-Lescar e Oloron (Frankreich)                                                                              | 11. Dezember 1978 | 15. Mai 1985          |
| 22                        | Léon Hégelé                           | Weihbischof in Straßburg (Frankreich)                                                                                            | 9. September 1985 | 11. Februar 2014      |
| 23                        | Nicolò Anselmi                        | Weihbischof in Genua (Italien)                                                                                                   | 10. Januar 2015   | 17. November 2022     |
| 24                        | Philippe Curbelié                     | Kurienbischof | 29. Juli 2024     |                       |